# Saidjahus orientalis
Saidjahus orientalis är en kräftdjursart som först beskrevs av Dollfus1898.  Saidjahus orientalis ingår i släktet Saidjahus och familjen Eubelidae. Inga underarter finns listade i Catalogue of Life.